# Syrrhopodon circinatus
Syrrhopodon circinatus là một loài rêu trong họ Calymperaceae. Loài này được Brid. Mitt. mô tả khoa học đầu tiên năm 1869.